# 山崎ともみ
山崎 ともみ（やまざき ともみ、デビュー名は「山崎友見」 1973年4月15日 - ）は、岩手県出身の元演歌歌手。

## 人物
岩手県上閉伊郡大槌町出身。1990年、岩手県立釜石南高等学校在籍中に、日本テレビのワイドショー「ルックルックこんにちは」水曜日の「ドキュメント女ののど自慢」高校生大会に参加。それをきっかけに卒業後、市川昭介に弟子入り。
1997年、ビクターエンタテインメントより「虹の海峡/大阪ものがたり」でデビューをする。この年の5月、郷里・岩手県から「吉里吉里国の歌の親善大使」に任命され、この年の「日本有線大賞・新人賞」受賞。
1998年、女性歌手・タレントとして初の試みの「奥の細道ヒッチハイクキャンペーン」に選ばれた。
1999年、実父が遠洋漁業に出ているさなか、船上で病死（享年57）したことがわかり、山崎は「ヒット曲を出して父に近海漁船をプレゼントするという夢を果たせないまま終わってしまいました」と当時を述懐している。
2000年に芸名の一部を漢字・「友見」からひらがな「ともみ」に変更して再スタートするが、2001年に歌手活動を引退した。その後「山口ともみ」として活動したという情報もある。（出典・「エンターテインメントエッグ」より）

## ディスコグラフィー
- 虹の海峡//大阪ものがたり 1997年3月21日
- 演歌なんか歌えない//鰯 1998年2月21日
- 夢いちりん//風恋花 1998年9月23日
- 春告げ鳥//愛し川 2000年10月21日

## 出演番組
- いすゞ歌うヘッドライト〜コックピットのあなたへ〜（2001年4月-9月　火曜日）
番組そのものが同年9月で終了したため、担当期間が半年で終わりとなると共に、火曜日の番組の最終担当者でもあった。